# 노암 다
노암 다르(히브리어: נועם דר, 영어: Noam Dar, 1994년 7월 28일 ~ )는 이스라엘의 남자 프로레슬링선수다. 키는 176cm(5 ft 9 in)에다가 몸무게는 85kg(187 lb)나간다. 보통 체격이지만 2008년 프로레슬링 입문으로 밝혀졌다. 주로 피니쉬는 샴페인 슈퍼니바(니바), 피셔맨 버스터, 노바 롤러(런닝 엔즈이기리)로 사용을 한다. 시그니처 기술은 STF(스텝 오버 토우 홀드 페이스 락)으로 사용을 할때가 많다. 주로 존 시나의 비슷한 모습이다.

## Professional wrestling highlights
- Finishing moves
  - Champagne Superkneebar (Kneebar)
  - Fisherman brainbuster
  - Nova Roller (Running enzuigiri) - 2016-present
- Signature moves
  - Jumping bicycle kick
  - Lariat on the opponent's neck
  - Knee kick on the opponent's leg
  - Multiple european uppercut variations
    - Diving
    - Running on the opponent at the corner
    - Standing

  - Running dropkick
  - Spinning leg lariat
  - STF (Step over toe hold face lock)
  - Suicide dive
- Manager
  - Alicia Fox
- Nicknames
  - "The Israeli Icon"
  - "The Jewdi Master" (ICW)
  - "The Champagne Supernova"
  - "The Scottish Supernova"
- Entrance themes
  - "Fair City Riots" by Titors Insignia (ICW/WCPW)
  - "Morning glory" by Oasis (FPW)
  - "Weekend Rockstar" by CFO$ (WWE; 7 November 2016-present)

## 수상
- BCW 오픈웨이트 챔피언 (1회)
- ICW 월드 헤비웨이트 챔피언 (1회)
- ICW 제로-쥐 챔피언 (2회)
- ICW 제로-쥐 타이틀 토너먼트 (2010)
- 1PW 오픈웨이트 챔피언 (1회)
- PCW 월드 크루저웨이트 챔피언 (1회)
- PCW 월드 헤비웨이트 챔피언 (1회)
- 로드 투 글로리 토너먼트 (2013)
- PBW 월드 태그팀웨이트 챔피언 (1회) - 리암 톰슨
- 킹 오브 크루저즈 (2012)
- 프로그레스 월드컵 (2014)
- PWE 월드 헤비웨이트 챔피언 (1회)
- 엘리트 럼블 (2016)
- 랭크드 넘버 106 오브 더 탑 500 싱글즈 레슬링 인 더 PWI 500 인 2016
- WWE NXT 해리티지 컵 챔피언 (2회)
- WWE NXT 해리티지 컵 넘버원 컨텐더 토너먼트 (2021)
- 더 조어지 키드 스카티쉬 레슬링 홀 오브 페임 (2021)